# Ginori (Adelsgeschlecht)

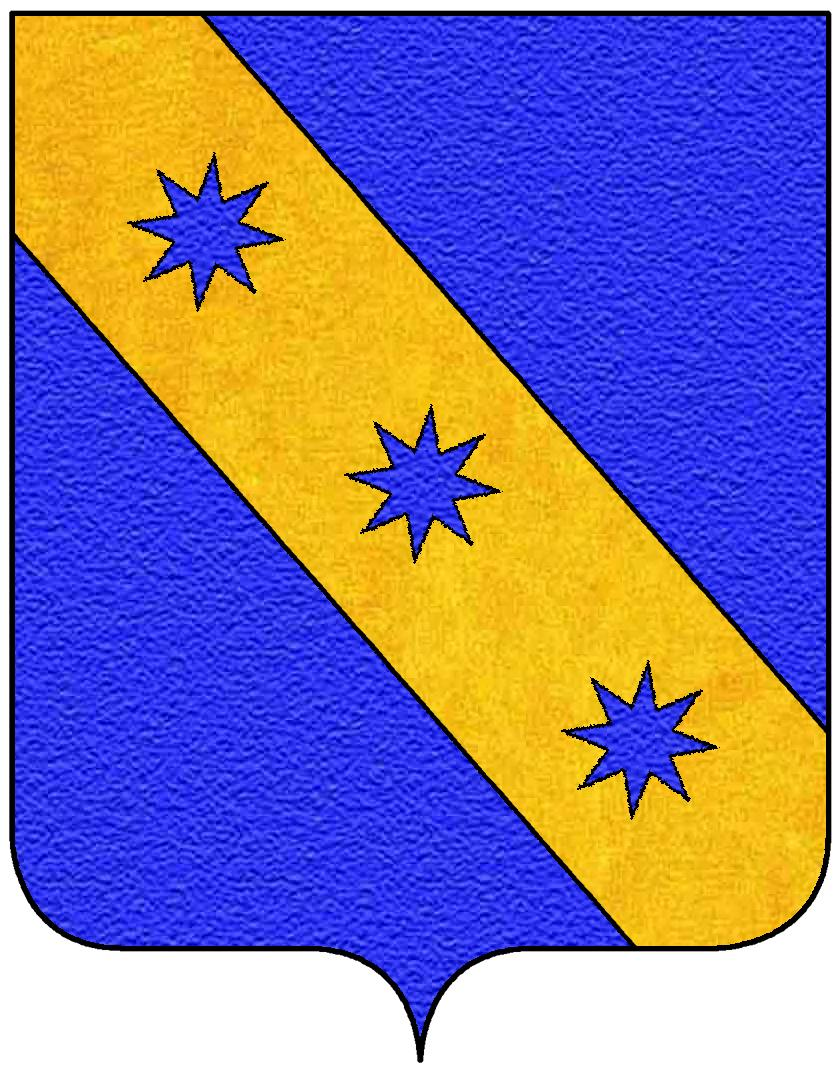
Wappen der Familie Ginori

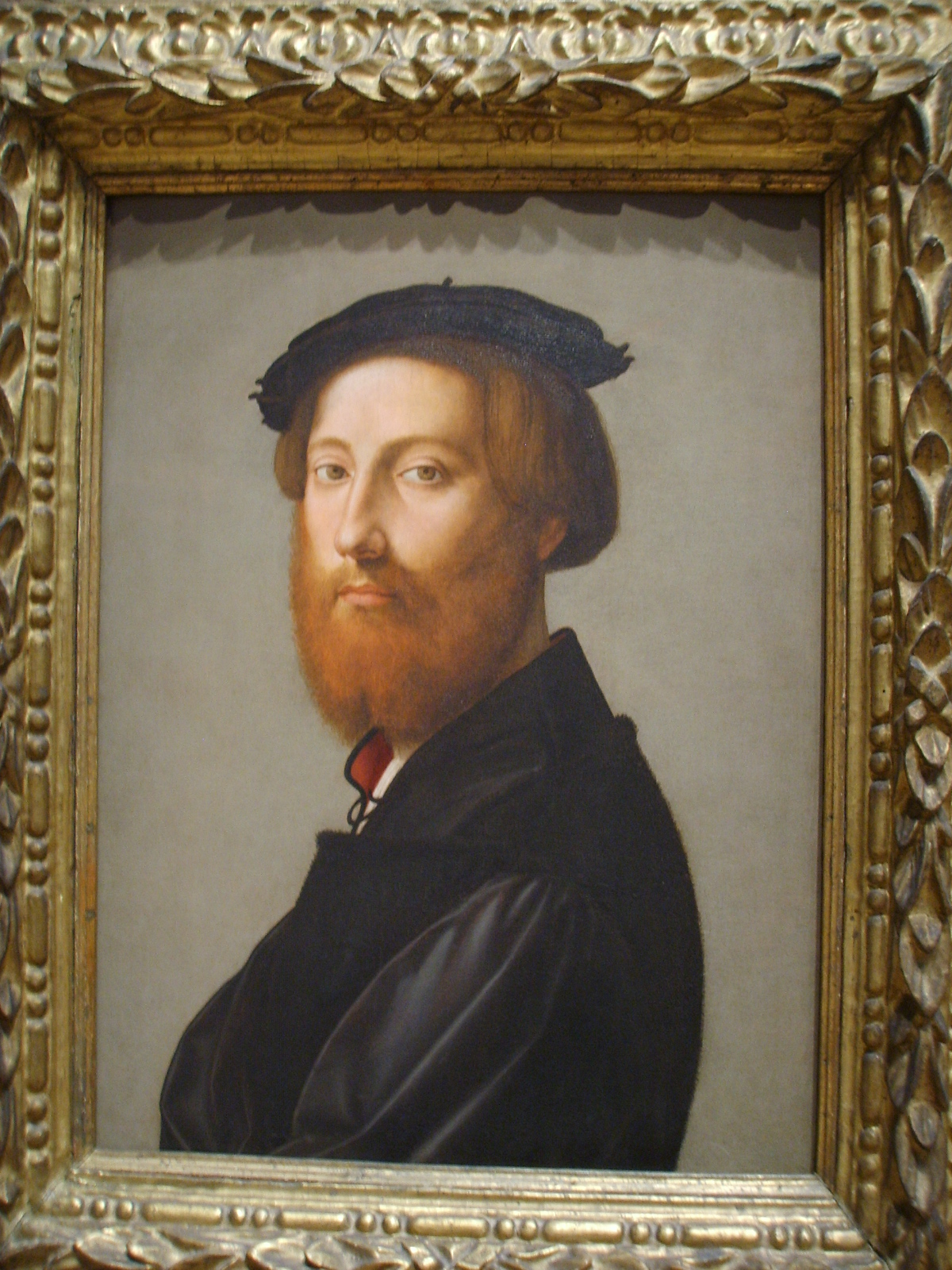
Leonardo Ginori, Porträt von Giuliano Bugiardini (National Gallery, Washington)

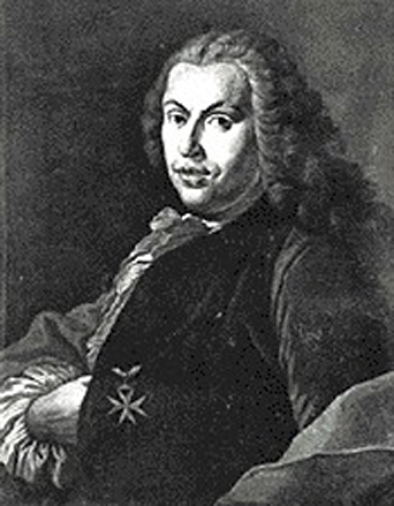
Carlo Ginori

Die Ginori sind ein altes Adelsgeschlecht aus Florenz, das noch heute existiert.

## Familiengeschichte
Die Familie stammte ursprünglich aus dem ländlichen Calenzano und zog mit dem Notar Giovanni Ginori nach Florenz, um im Gebiet um San Lorenzo zu leben, wo ihr Hauptpalast errichtet wurde, der noch heute der Via de' Ginori seinen Namen gibt.
Die Ginori waren Kaufleute und besaßen eine eigene Bank, die über verschiedene Zweigstellen Geld in ganz Europa verlieh. An politischen Ämtern herrschte kein Mangel, und im 15. Jahrhundert wurde Gino di Giovanni zum Prior gewählt.
Gabriello di Piero (geb. im März 1450) war der erste, der einen Adelstitel erlangte. Er wurde zunächst Berater von Ludovico il Moro und dann Pfalzgraf von Maximilian I. von Habsburg. Während der Machtübernahme der Medici waren die Ginori deren Verbündete, auch wenn sie auf Distanz blieben. Mehr Bedeutung erlangte die Familie erst im Herzogtum und dann im Großherzogtum.
Die Söhne von Pietro Ginori, der mit Maddalena Strozzi verheiratet war, teilten das Geschlecht in zwei Zweige: Gino, der den Titel eines Grafen trug und der Stammvater der Ginori Conti war, und Leonardo, der Stammvater der Ginori Lisci war und später den Titel eines Markgrafen erhielt. Leonardo Ginori war mit Caterina Soderini verheiratet, der Frau, die von Lorenzino de’ Medici (Sohn ihrer Schwester Maria) als Köder bei dem Überfall benutzt wurde, bei dem Alessandro de’ Medici sein Leben verlor.
Carlo di Leonardo war 1513 Prior und 1527 Gonfalonier der Justiz sowie ein Kunstmäzen. In der zweiten Hälfte des 16. Jahrhunderts vergrößerte die Familie Ginori den Familienpalast und tauschte das Eigentum mit dem Bildhauer Bartolomeo Ammannati. Der Bruder von Carlo war der Condottiere Bartolommeo Ginori, der von imposanter Statur war und Giambologna als Vorbild für den Raub der Sabinerinnen gedient haben soll.
Im 18. Jahrhundert war Marchese Carlo Ginori ein wichtiger Politiker in der heiklen Übergangsphase, in der die Macht in der Toskana von den Medici auf die Lothringer überging, sowie ein leidenschaftlicher Unternehmer, der vor allem durch die Gründung der Porzellanmanufaktur Doccia im Jahr 1735 auf dem Gelände seiner Villa bei Sesto Fiorentino bekannt wurde. Im Jahr 1738 wurde ihm als Belohnung für seine Verdienste und seine unternehmerische Tätigkeit der Titel eines Marchese verliehen. Sein Sohn Lorenzo setzte das Werk seines Vaters fort, indem er die Porzellanmanufaktur (von 1758 bis 1791) leitete und sie zu einer der bedeutendsten und renommiertesten in Europa machte, mit einer künstlerischen Qualität, die es mit der von Meißen und Wien aufnehmen konnte. Carlo Leopoldo Ginori (1792–1837), Lorenzo Ginori (1838–1878) und Carlo Benedetto Ginori (1879–1896), der das Unternehmen mit Richard aus Mailand zu Richard-Ginori fusionierte, folgten an der Spitze.
Im 19. Jahrhundert arbeitete der Bruder von Carlo Lorenzini (bekannt als Collodi, der Autor von Pinocchio), Paolo, für die Ginori-Fabrik, zunächst als Sekretär und dann als „Minister“, d. h. als Generaldirektor. Paolo und Carlo wohnten im Plazzo Ginori in der Via de' Rondinelli, wie eine Gedenktafel an der Fassade des Gebäudes erinnert. Wichtige Politiker waren die Senatoren Piero Ginori Conti und Lorenzo Ginori Lisci, letzterer auch Bürgermeister von Florenz.
Im 20. Jahrhundert war Leonardo Ginori Lisci ein bedeutender Literat und Kunsthistoriker.

## Das Wappen

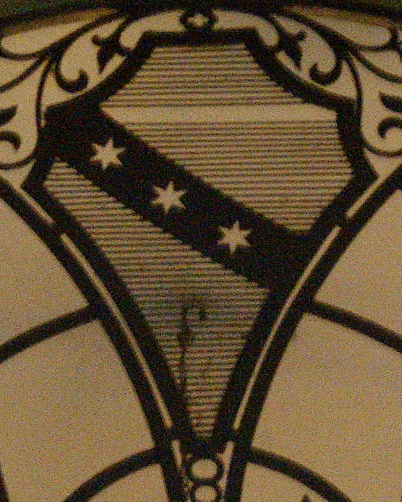
Das Ginori-Wappen am Tor des Palazzo Taddei-Ginori

Das Wappen der Ginori zeigt drei blaue Sterne auf einem goldenen Band in einem blauen Feld. Im Jahr 1442 fügte Antonio di Giuliano, als Prior mit einer Bewilligung von Renatus von Anjou, eine goldene Lilie auf dem Kopf hinzu, die von vielen seiner Nachkommen beibehalten wurde.
Die Familie hat zwei Mottos, die sich auf die drei Sterne beziehen. Das eine lautet Omne trinum perfectum („Alles, was dreifaltig ist, ist vollkommen“) und das andere Pulchrius lumine trino? („Was ist schöner als das dreifache Licht?“).